# Nostocaceae
Nostocaceae（ネンジュモ科）は、鞘に囲まれたコロニーを形成するシアノバクテリアの科である。

## 解説
ネンジュモ属は主に淡水に生息するが、Nodularia属は塩水に、アナベナ属は塩水と淡水の両方に生息する。ネンジュモ目のほとんどがネンジュモ科に属している。
他のシアノバクテリアと同様、これらのバクテリアは光合成色素を有する。ネンジュモ科の種は、窒素固定能力も有することで知られており、アカウキクサやソテツ、ツノゴケなどの植物と共生関係を形成し、宿主に窒素を供給することがある。また水田でアカウキクサを増殖させ、水田に窒素栄養を供給することも行われている。